# Шибер, Пьер
Пьер Шибер (фр. Pierre Chibert; 16 ноября 1879, Сен-Жиль — 27 января 1953, Уккел) — бельгийский хоккеист на траве, полевой игрок. Бронзовый призёр летних Олимпийских игр 1920 года.

## Биография
Пьер Шибер в 1920 году вошёл в состав сборной Бельгии по хоккею на траве на летних Олимпийских играх в Антверпене и завоевал бронзовую медаль. Играл в поле, провёл 3 матча, мячей (по имеющимся данным) не забивал.
Других данных о жизни нет.